# Orectolobiformes
Els orectolobiformes (Orectolobiformes) constitueixen un ampli ordre format per 7 famílies i 33 espècies de taurons d'aigües càlides, que tenen un morro curt i una boca petita, que en la majoria d'espècies es troba connectada amb les narines mitjançant solcs. Tenen aleta anal i dues aletes dorsals sense espines. Tenen una barbeta característica en el marge intern de les narines. Depreden invertebrats, cefalòpodes i alguns peixos en els fons marins guaitant amb els seus camuflatges.

## Famílies
- Brachaeluridae
- Ginglymostomatidae
- Hemiscylliidae
- Orectolobidae
- Parascylliidae
- Rhincodontidae
- Stegostomatidae